# Amalrico VI di Montfort
Amalrico VI di Montfort (1192 – Otranto, aprile 1241) fu il primo conte di Montfort-l'Amaury, dal 1218 e connestabile di Francia, dal 1231 alla sua morte. Inoltre fu visconte di Béziers e di Carcassonne e conte titolare di Tolosa e duca titolare di Narbona dal 1218 al 1224.

## Origine
Secondo il documento n° LIV del Cartulaire de Notre-Dame des Vaux de Cernay, Tome I, Amalrico era il figlio maschio primogenito del signore di Montfort-l'Amaury, quinto conte di Leicester, visconte di Béziers e visconte di Carcassonne, duca di Narbona, e conte di Tolosa, che fu al comando della crociata albigese, Simone IV e della moglie, Alice di Montmorency, che era figlia di Bucardo V di Montmorency (?-1189) e sorella di Matteo II di Montmorency, detto il Grande  (?-1230), connestabile di Francia, che partecipò alla crociata albigese.
Ancora secondo il documento n° LIV del Cartulaire de Notre-Dame des Vaux de Cernay, Tome I, Simone IV di Montfort era il figlio maschio primogenito del Signore di Montfort-l'Amaury, Simone di Montfort (fu il quarto signore Montfort che portava il nome di Simone) e della moglie, Amicia di Leicester, che secondo la Chronica Albrici Monachi Trium Fontium era la sorella del Conte di Leicester, Robert de Beaumont, IV conte di Leicester, quindi figlia di Robert de Beaumont, III conte di Leicester (1124-1190) e di Petronilla, figlia di William de Grandmesnil.

## Biografia
Amalrico partecipò alla Crociata albigese assieme al padre; Amalrico infatti viene citato nel capitolo LXII del Petri Monachi Cœnobii Vallium Cernaii Historia Albigensium, della Patrologia Latina, in cui, nel 1211, deve combattere una insurrezione degli abitanti di Narbona.
Nel 1212, Amalrico viene citato assieme alla madre e al fratello Guido (comitissa uxore mea et filiis nostris A et G), nel documento n° IV del Cartulaire de l'abbaye de Notre-Dame de la Trappe, inerente ad una donazione fatta dal padre, Simone IV all'abbazia stessa.
Nel novembre 1214, Amalrico viene omaggiato assieme al padre Simone comite Leycestriensi, domino Montisfortis, Dei providentia Biterrensi et Carcassensi vicecomite...et domino meo Amalrico primogenito filio vestro, dal conte di Rodez.
Secondo il documento LXXXII della Histoire Générale de Languedoc, avec des Notes, tome V, nell'aprile 1216, suo padre, Simone di Montfort si recò a Parigi per rendere omaggio al re di Francia Filippo Augusto dei suoi nuovi domini: ducato di Narbona, contea di Tolosa, viscontea di Beziers e viscontea di Carcassonne; ma mentre Simone si trovava a Parigi, l'ex conte di Tolosa, Raimondo VI, con l'appoggio del figlio Raimondo, il futuro Raimondo VII, sbarcò a Marsiglia dando inizio alla guerra di liberazione, sino a riconquistare Tolosa, il 12 settembre 1217. Simone di Montfort mise subito l'assedio a Tolosa, che, dopo la sua morte, nel giugno 1218, fu continuato da Amalrico, che non aveva la tempra del padre e quindi non fu all'altezza di contrastare Raimondo VI, che, oltre a governare una parte della contea, che era stata riconquistata, continuò nella riconquista.
 Suo padre, Simone IV, morì davanti alle mura di Tolosa nel 1218, il 25 giugno, colpito da una pietra, lanciata da una macchina da getto azionata da donne.; gli Obituaires de Sens Tome II, Abbaye de Haute-Bruyère ci informano che Simone fu sepolto nell'abbazia de Haute-Bruyère.
Lasciò i titoli in terra di Francia ad Amalrico, che prese la guida della crociata, mentre il titolo di conte di Leicester andò al figlio minore Simone (1209 – 1265), che tornò in Inghilterra alla corte del re Enrico III; comunque Amalrico assunse anche il titolo di conte di Leicester e, solo dopo diversi anni, rinunciò a tale titolo.
Nel 1224, Amalrico che si citava coi titoli di signore di Montfort, visconte di Béziers, visconte di Carcassonne, duca di Narbona e conte di Tolosa, fece un trattato coi conti di Foix e di Tolosa, ed in quello stesso anno, cedette i diritti sulla contea di Tolosa e tutte le altre terre albigesi al re di Francia, Luigi VIII. In cambio ottenne che la sua signoria fu elevata a contea: Contea di Montfort-l'Amaury e, dopo alcuni anni, nel 1231, come lo zio materno, Matteo II di Montmorency, detto il Grande  (?-1230), divenne Connestabile di Francia; infatti nel documento n° VII del Cartulaire de l'abbaye de Notre-Dame de La Roche, datato 1237, si cita come conte e connestabile (Almaricus comes Montisfortis, Francie constabularius).
Nel 1239, Amalrico seguì Tebaldo I di Navarra, che, nel 1238, aveva avuto il comando di un esercito crociato in Terra santa (la cosiddetta crociata del 1239, indetta da papa Gregorio IX), che arrivò a San Giovanni d'Acri, il 1º settembre 1239; si diresse immediatamente verso sud, per attaccare Ascalona e Gaza, come conferma anche il Recueil des historiens des croisades. Historiens occidentaux.. Durante la battaglia, in cui i Crociati furono sconfitti, Amalrico fu fatto prigioniero; venne liberato nel 1241 e fece ritorno in Europa, ma durante la traversata ebbe la dissenteria e morì dopo il suo arrivo nel porto di Otranto; la sua morte nel 1241, al ritorno dalla prigionia, viene confermata anche dal Ex Obituario ecclesiæ Ebroicensis, che ci informa che fu tumulato in San Pietro (Roma) (Romæ in ecclesia Beati Petri); gli Obituaires de Sens Tome II, Abbaye de Haute-Bruyère ci informano che ad Amalrico fu tenuto un servizio funebre nell'abbazia de Haute-Bruyère, nel settembre di quello stesso anno.
Ad Amalrico, nella contea di Montfort-l'Amaury, succedette l'unico figlio maschio, Giovanni.

## Matrimonio e discendenza
Amalrico aveva sposato dopo il 1220 a Carcassonne Beatrice del Viennois (1205 – dopo il 1248), figlia del delfino del Viennois e conte di Albon, conte di Grenoble, di Oisans, di Briançon,  di Embrun e di Gap, Ghigo VI e di Beatrice di Sabran. Il contratto era stato concluso nel 1214, come riportato nel capitolo LXXV del Petri Monachi Cœnobii Vallium Cernaii Historia Albigensium, della Patrologia Latina, in cui, viene riportato l'impegno di matrimonio tra Amalrico (primogenitum comitis nostri…Almaricum) e Beatrice (filiam Delphini). Il matrimonio viene confermatosi dal documento n° XXXI della Bibliotheca Sebusiana, Centuria I, del 1222, che dal De Allobrogibus libri novem. Amalrico nel 1236 fece una donazione all'abbazia di Notre-Dame de La Roche, con l'approvazione ed il consenso di Beatrice (Beatricis uxoris nostre). Il necrologio di Port-Royal riporta la morte di Beatrice (Beatrix contesse de Montfort jadis femme de Almary conte) nel 1248, il 17 settembre (XV Kal Oct).
Amalrico da Beatrice ebbe cinque figli:
- Giovanni († 1249), conte di Montfort[33]
- Margherita, andata sposa a Giovanni III, conte di Soissons
- Laura, andata sposa a Ferdinando II, conte d'Aumale,[34] poi a Enrico di Grandpré, signore di Livry
- Adela (1230 - 28 marzo 1279), andata sposa a Simone II di Clermont-Nesle, signore di Nesle
- Pernelle († 1275), badessa di Port-Royal.

### Fonti primarie
- (LA) Cartulaire de Notre-Dame des Vaux de Cernay, Tome I..
- (LA) Monumenta Germaniae Historica, tomus XXIII. URL consultato il 1º marzo 2020 (archiviato dall'url originale il 29 ottobre 2019)..
- (LA) Cartulaire de l'abbaye de Notre-Dame de la Trappe..
- (LA) Rerum Gallicarum et Francicarum Scriptires, tomus XXIII..
- (LA) Patrologia Latina,  Vol. 213..
- (LA) Nécrologe-obituaire de la cathédrale du Mans..
- (LA) Obituaires de la province de Sens. Tome 2..
- (LA) Recueil des historiens des croisades. Historiens occidentaux. Tome second..
- (LA) Cartulaire de l'abbaye de Notre-Dame de La Roche..
- (LA) De Allobrogibus libri novem..
- (LA) Bibliotheca Sebusiana: seu variarum chartarum, diplomatum, fundationum..
- (FR) Histoire Générale de Languedoc avec des Notes, Tome V..
- (FR) Chronique de Guillaume de Nangis..
- (FR) Obituaires de la province de Sens. Tome 1,Partie 2..

### Letteratura storiografica
- Frederik Maurice Powike, I regni di Filippo Augusto e Luigi VIII di Francia, in Storia del mondo medievale, cap. XIX, vol. V, 1999, pp. 776–828